# 山飘风
山飘风（学名：Sedum majus）是景天科景天属的植物。分布于中国大陆的陕西、西藏、湖北、云南、四川等地，生长于海拔1,000米至4,300米的地区，多生长在山坡林下石上，目前尚未由人工引种栽培。